# Лю, Алиса
Али́са Лю (англ. Alysa Liu, род. 8 августа 2005, Кловис, Калифорния) — американская фигуристка, выступающая в одиночном катании. Чемпионка мира (2025), бронзовый призёр чемпионата мира (2022), бронзовый призёр юниорского чемпионата мира (2020), серебряный призёр финала Гран-при среди юниоров (2019), двукратная чемпионка США (2019, 2020). Выиграв титул в 13 лет, стала самой молодой в истории победительницей чемпионатов США среди взрослых.
Лю — первая американская фигуристка, исполнившая четверной прыжок (лутц) на соревнованиях под эгидой Международного союза конькобежцев. Алиса Лю исполняла сложные элементы с ранних лет.
По состоянию на 25 апреля 2025 года занимает 21-е место в рейтинге Международного союза конькобежцев.

## Биография
Алиса Лю родилась 8 августа 2005 года в калифорнийском городе Кловис. Её отец Артур Лю эмигрировал из Китая в 1990-х годах, после участия на площади Тяньаньмэнь. Сейчас занимается адвокатской деятельностью в Окленде и в одиночку воспитывает пятерых детей, старшей из которых является Алиса. Алиса родилась при помощи суррогатного материнства; яйцеклетку пожертвовала анонимный донор.

## Карьера

### Начало
Лю встала на коньки в возрасте пяти лет, когда отец, поклонник фигуристки Мишель Кван, привёл её на один из оклендских катков.
В 2016 году в 10 лет стала самой молодой  в истории чемпионкой США в разряде intermediate.
В 2017 году заняла 4-е место на чемпионате США в разряде новисов (англ. Novice).
В 2018 году в 12 лет стала чемпионкой США среди юниоров, исполнив в произвольной программе 6 чистых тройных прыжков, включая две комбинации три-три.

### Сезон 2018—2019
В 2019 году в 13 лет дебютировала во взрослом разряде чемпионата США и выиграла его. В произвольной программе исполнила два тройных акселя, включая один в каскаде с тулупом. Самая молодая в истории чемпионка США (до этого — Тара Липински, победившая в 1997 году в 14 лет). При этом до сезона 2019/20 она не имела права выступать на международном уровне даже по юниорам, поскольку родилась 8 августа, что на пять недель позже крайнего срока, к которому фигуристу должно исполниться 13 лет.

### Сезон 2019—2020
В августе 2019 года на этапе ISU Junior Grand Prix в Лейк-Плесиде первой среди женщин исполнила четверной лутц и тройной аксель в одной программе.
На юниорском чемпионате мира 2020 года уступила россиянкам Камиле Валиевой и Дарье Усачёвой, заняла 3-е место в общем зачёте, 2-е в короткой программе и 3-е в произвольной.

### Сезон 2020—2021
С сезона 2020—2021 тренируется у канадского специалиста Ли Баркела. На чемпионате США заняла четвёртое место, набрав 213,39 баллов.

### Сезон 2021—2022
В сентябре 2021 года Алиса дебютировала среди взрослых фигуристов на итальянском турнире, входящем в серию «Челленджер» — Lombardia Trophy, и победила, набрав 219,24 балла. В сентябре выступила на турнире Nebelhorn Trophy, который уверено выиграла с отрывом в 13,82 по общей сумме баллов.
В конце октября выступила на втором этапе серии Гран-при в Ванкувере: 4-е место в короткой программе (73,63 баллов), 7-е в произвольной программе (132,90 баллов), по итогу 5-е место с суммой баллов 206,53.
В ноябре выступила на четвертом этапе Гран-при в Токио: 4-е место в короткой программе (67,72 баллов), 3-е в произвольной программе (135,18 баллов), по итогу 4-е место с суммой баллов 202,90.
В начале января выступила на национальном чемпионате, где в короткой программе заняла 3-е место (71,42), но не выступила в произвольной программе из-за положительного теста на коронавирус. По результатам национального первенства вошла в состав сборной США для участия в Олимпийских играх в Пекине и в чемпионате мира.
На Олимпийских играх после короткой программы находилась на 8-м месте (69,50), в произвольной программе была 7-й (139,45), по итогу заняла 7-е место с суммой баллов 208,95.
На чемпионате мира в марте после короткой программы была 5-й (71,91), в произвольной 3-й (139,28), по итогу завоевала бронзовую медаль с суммой баллов 211,19.
В апреле 2022 года объявила о завершении спортивной карьеры.

### Сезон 2024—2025
Осенью 2024 года Лю заявила о возвращении в большой спорт. Весной 2025 года выиграла чемпионат мира с результатом 222,97 балла, заняв 1 место и в короткой, и в произвольной программах.

## Техника
Лю владеет элементами повышенной сложности. В августе 2018 года на турнире Asian Open Trophy в категории новисов успешно выполнила тройной аксель в каскаде с двойным тулупом в произвольной программе и стала самой молодой фигуристкой в истории, исполнившей тройной аксель на международных соревнованиях и четвёртой американской фигуристкой, кому покорился этот прыжок. До Лю тройным акселем владели Тоня Хардинг, Кимми Майсснер и Мирай Нагасу. В августе 2019 года на этапе юниорского Гран-при в Лейк-Плэсиде приземлила четверной лутц, став первой американской фигуристкой, выполнившей его на официальных международных соревнованиях.

## Программы
| Сезон     | Короткая программа                                                                         | Произвольная программа                                                           | Показательные номера                                                                       |
| --------- | ------------------------------------------------------------------------------------------ | -------------------------------------------------------------------------------- | ------------------------------------------------------------------------------------------ |
| 2024—2025 | - «Promise» Laufey, Дэн Уилсон хореограф-постановщик Массимо Скали                         | - «MacArthur Park» в исполнении Донны Саммер хореограф-постановщик Массимо Скали |                                                                                            |
| 2021—2022 | - «Gypsy Dance» (из балета «Дон Кихот») Людвиг Минкус хореограф-постановщик Массимо Скали  | - «Концерт для скрипки с оркестром» Пётр Чайковский в исполнении Джошуа Белла    | - «Rainbow» Кейси Масгрейвс - «Loco» Itzy хореограф-постановщик Жан-Люк Бейкер             |
| 2020—2021 | - «La Strada» Нино Рота хореограф-постановщик Лори Никол                                   | - «The Storm» Балаж Хаваши хореограф-постановщик Лори Никол                      | - «It’s Oh So Quiet» в исполнении Бьорк                                                    |
| 2019—2020 | - «Don't Rain on My Parade» в исполнении Барбары Стрейзанд хореограф-постановщик Роэн Уорд | - «New World Symphony» Дженнифер Томас хореограф-постановщик Лори Никол          | - «Party Happening People» Deee-Lite хореограф-постановщик Роэн Уорд                       |
| 2018—2019 | - «Don't Rain on My Parade» в исполнении Барбары Стрейзанд хореограф-постановщик Роэн Уорд | - «The Witches of Eastwick» Джон Уильямс хореограф-постановщик Синди Стюарт      | - «Don't Rain on My Parade» в исполнении Барбары Стрейзанд хореограф-постановщик Роэн Уорд |
| 2017—2018 | - «Spanish Flame» Максим Родригес                                                          | - «Отверженные» Клод-Мишель Шёнберг                                              |                                                                                            |
| 2016—2017 | - «Puttin' on the Ritz» Ирвинг Берлин                                                      | - «Sing, Sing, Sing» Бенни Гудман                                                |                                                                                            |

## Спортивные достижения
| Соревнования                       | 16/17         | 17/18         | 18/19         | 19/20         | 20/21         | 21/22         | 24/25         |
| Международные                      | Международные | Международные | Международные | Международные | Международные | Международные | Международные |
| ---------------------------------- | ------------- | ------------- | ------------- | ------------- | ------------- | ------------- | ------------- |
| Зимние Олимпийские игры            |               |               |               |               |               | 7             |               |
| Чемпионаты мира                    |               |               |               |               |               | 3             | 1             |
| Чемпионаты четырех континентов     |               |               |               |               |               |               | 4             |
| Этапы Гран-при. NHK Trophy         |               |               |               |               |               | 4             | 4             |
| Этапы Гран-при. Skate Canada       |               |               |               |               |               | 5             | 6             |
| Челленджеры. Lombardia Trophy      |               |               |               |               |               | 1             |               |
| Челленджеры. Nebelhorn Trophy      |               |               |               |               |               | 1             |               |
| Челленджеры. Budapest Trophy       |               |               |               |               |               |               | 1             |
| Челленджеры. Золотой конёк Загреба |               |               |               |               |               |               | 1             |
| Cranberry Cup                      |               |               |               |               |               | 1             |               |
| Международные командные            |               |               |               |               |               |               |               |
| Командный чемпионат мира           |               |               |               |               |               |               | 1             |
| Международные среди юниоров        |               |               |               |               |               |               |               |
| Чемпионаты мира среди юниоров      |               |               |               | 3             |               |               |               |
| Финалы юниорского Гран-при         |               |               |               | 2             |               |               |               |
| Этапы юниорского Гран-при: Польша  |               |               |               | 1             |               |               |               |
| Этапы юниорского Гран-при: США     |               |               |               | 1             |               |               |               |
| Asian Trophy                       |               | 2N.           | 1N.           |               |               |               |               |
| Challenge Cup                      |               | 2N.           |               |               |               |               |               |
| Национальные                       |               |               |               |               |               |               |               |
| Чемпионаты США                     | 4N.           | 1J.           | 1             | 1             | 4             | WD            | 2             |